# Соломон (магистр армии)
Соломон (ок. 490— 544) — государственный и военный деятель Византийской империи.

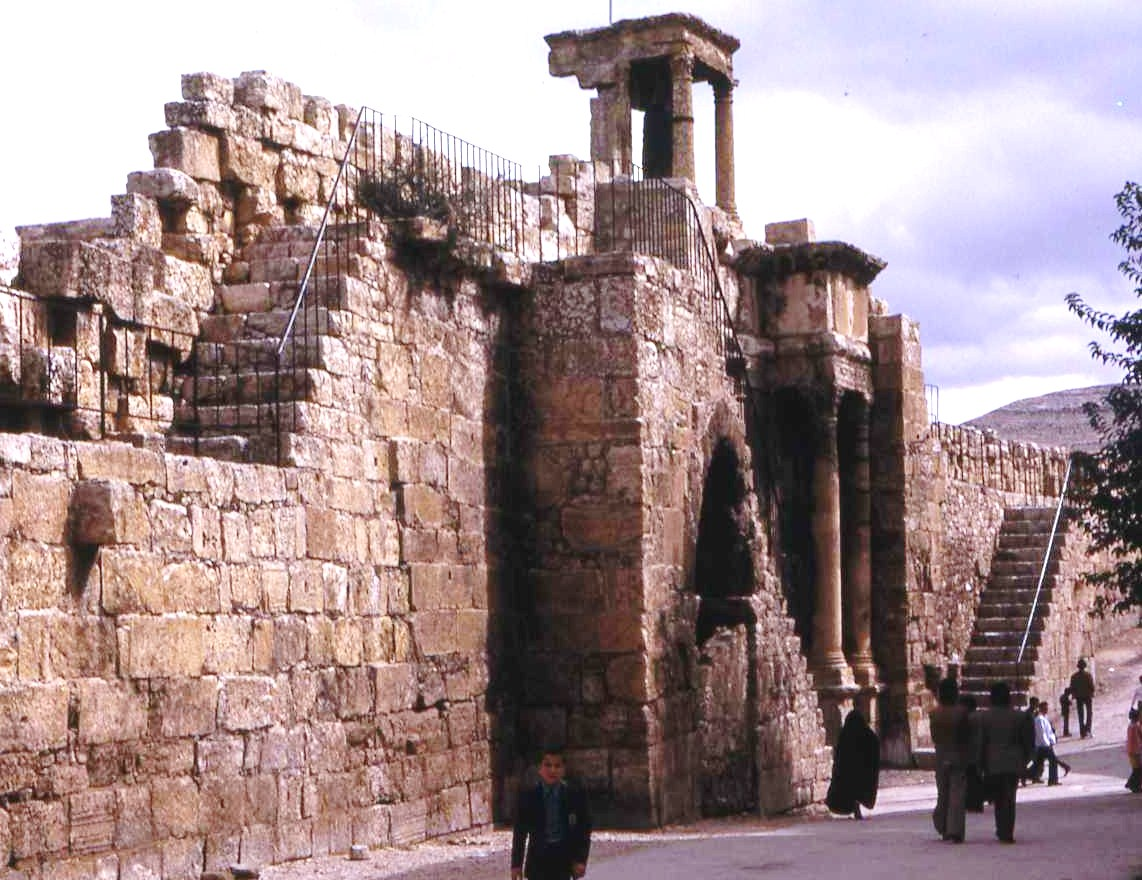
Руины византийских стен Февесте, одного из многих мест, восстановленных и укреплённых при Соломоне

## Биография

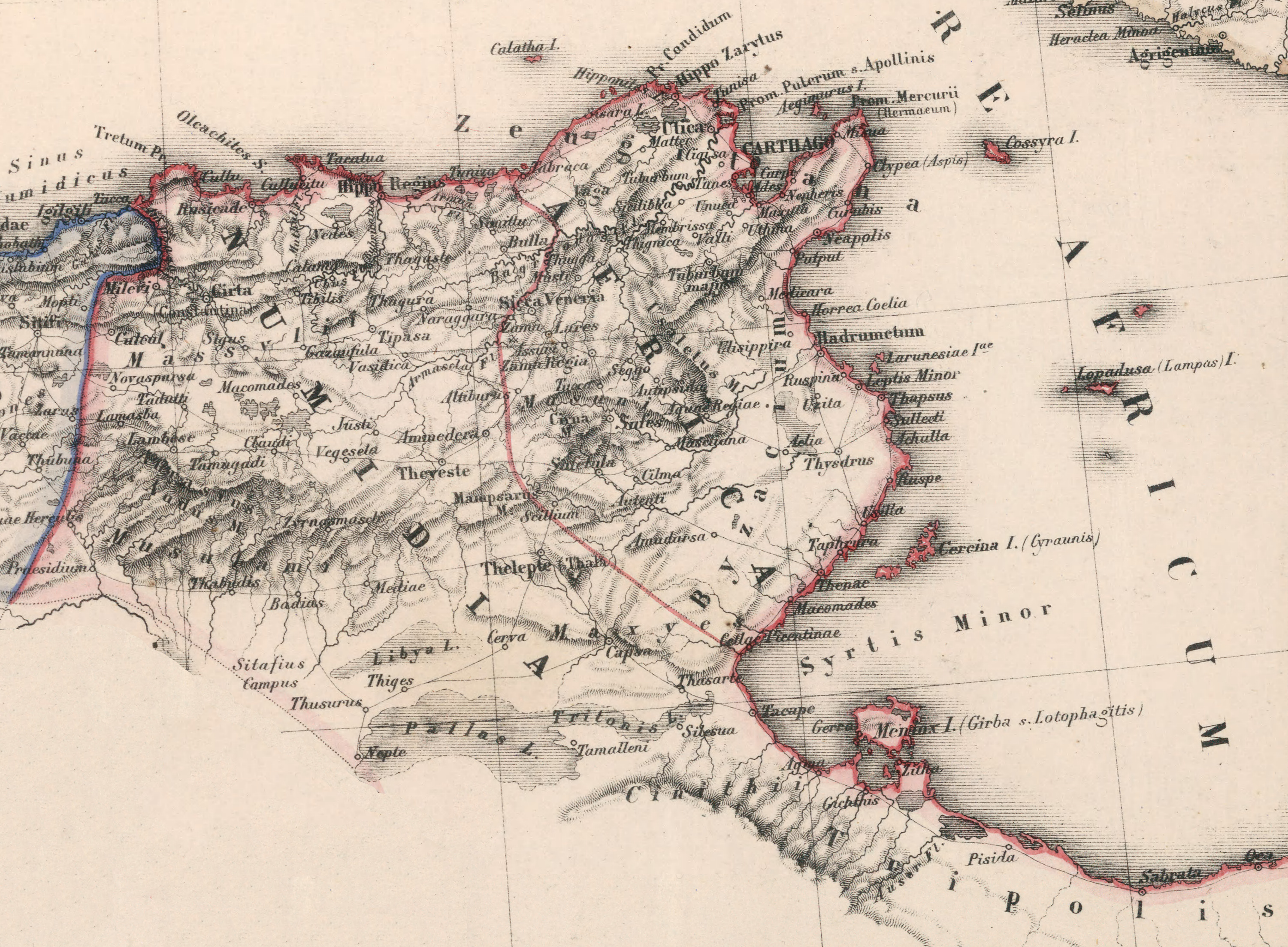
Римская Африка с провинциями Визакена, Зевгитана и Нумидия.

Происходил из семьи военных-лимитан. Родился около 490 года в крепости Идрифтон (Северная Месопотамия). В детстве получил травму, вследствие чего не мог иметь детей. Выбрал себе военную карьеру, которая началась во времена императора Анастасия I. Вероятно, участвовал в многочисленных войнах с Персией. Известно, что около 505 года он был назначен нотарием дукса Месопотамии Фелициссима. В 527 году назначается доместиком (начальником штаба) во время войны Велизария с персами.
В 533 году принимал участие в вандальской войне. Отличился в сражении при Ад Децуми. После захвата Карфагена Соломоном был отправлен с этой вестью к императору. Весной 534 года назначен magister militum Africae (военным магистром Африки), а уже осенью того года — префектом претория Африки (сменил Архелая, не мог справиться). Тем самым Соломон соединил гражданское и военное управление новой провинции. Стал активно внедрять постановления императора Юстиниана I по восстановлению римской налоговой системы, конфискации земель вандалов, преследовать христианские секты.
В 534 году, вскоре после того, как Велизарий оставил Африку, восстали племена маврусиев (берберов, мавритинцев) в Нумидии и Бизацене. Иауда, царь Орест, опустошал Нумидию, а в Бизацене наступали войска берберских вождей Куцины, Есдиласы, Медисинисы, Юрфурты. Они уничтожили конный корпус гуна Эгана и фракийца Руфина. Против Иауды Соломон отправил войска берберов Массона, Орта, Мастия. Однако эти вожди занимали выжидательную позицию. В 534 году в сражении при Маммесе Соломон нанёс тяжёлое поражение маврусиям. В следующем году у горы Бургаон он нанёс еще одно поражение берберам, захватив вождя Эсдиласу. Однако попытка покорить государство Яуды не удалась. Вслед за этим магистр оставил войска для охраны Нумидии, а сам вернулся в Карфаген. По этому отправил флот для подавления восстания маврусиев в Сардинии.

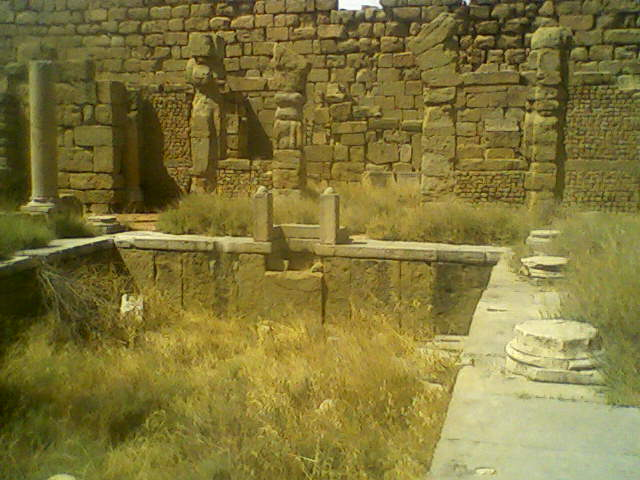
Руины византийской крепости в Тимгаде

В 536 году против Соломона вскоре поднялась часть армии, которой некоторое время не платили. Другой причиной по свидетельству историка Прокопия Кесарийского было то, что византийские воины женились на жёнах и дочерях вандалов и потому претендовали на их земли. Но по решению императора все земли, принадлежавшие вандалам должны были перейти в государственный фиск. Эту политику твёрдо осуществлял Соломон. Восставших солдат возглавил Стотца. Не в состоянии противодействовать последнему Соломон бежал в Сицилию, где спрятался в Сиракузах. Соломон лишён должности префекта и магистра, вместо него возглавил префектуру Симмах.
Велизарий смог на некоторое время отбить нападение восставших от Карфагена. В этих обстоятельствах император отправил для помощи Симмаху своего родственника Германа, который в 537 году победил Стотцу в битве при Целлас Ватари. В результате Стотца бежал в Мавро-Римское царство.
В 539 году во второй раз назначается преторианским префектом Африки. В то же время получил титул патрикия и становится почётным консулом. На помощь Соломону император Юстиниан I отправил войско под командованием Феодора Каппадокийского и Ильдигера. С самого начала стал проводить политику по выселению из Африки недовольных и варварских вдов. Соломон создаёт качественную внутреннюю армию, скорее всего из местного военного контингента, укрепляет границы. На берберские племена угрожает применением силы и подкупом вождей. В этом же году восстановил разрушенный после нашествия вандалов древнеримский город Тимгад, который был дополнительно укреплён и стал частью линии византийских укреплений от мавров.
В то же время совершил несколько походов против давнего соперника Иауды, которого в конце концов победил в битве при Бабосы. После этого захватил важные крепости Зербулу и Тумар, а вскоре форт Скеля Герминиана, где хранилась казна Иауды и его семья. В результате византийская власть была установлена над Оресом. Преследуя противника, вторгся в Мавро-Римское царство, где нанёс поражение царю Мастигасу, установив власть на прибрежной территории бывшей римской провинции Мавритания Первая. Берберы были отодвинуты вглубь континента. В Нумидии и Мавритании Цезарийской приказал построить сеть крепостей для защиты от берберов. Стабилизация ситуации и установления мира в течение 4 лет способствовало восстановлению хозяйства и торговли.
В 542—543 годах в Африке бурлила мощная эпидемия чумы, нанесла значительный ущерб населению и армии, ослабив византийцев. Этим решили воспользоваться недовольные берберы. Предупреждая это, Соломон в 543 году приказал казнить брата Антала, царя Гафсы. В 544 году племянник Соломона — Сергий, дука Триполи, приказал убить 80 посланцев племени лефата, чем вызвал мощное восстание в Триполитании и Бизацене. Соломон во главе мощного войска выступил против берберов, но потерпел поражение в битве при Килиуме, где и погиб. Новым главой преторианской префектуры Африки был назначен Сергий.